# Caerphilly (kommun)
Caerphilly (kymriska: Caerffili) är en kommun (principal area) med county borough-status i södra Wales. Det största befolkningscentrat i kommunen är Islwynområdet, med bland annat kommunens administrativa huvudkontor i Hengoed, medan den enskilt största orten är Caerphilly.
Kommunen upprättades den 1 april 1996 då distriktet Rhymney Valley i Mid Glamorgan slogs samman med Islwyn i Gwent.

## Orter ochcommunitiesi Caerphilly
- Aber Valley
- Abercarn
- Abertridwr
- Abertysswg
- Argoed
- Bargoed
- Bedwas (community Bedwas, Trethomas and Machen)
- Blackwood
- Caerphilly
- Cefn Fforest
- Crosskeys
- Crumlin, Wales
- Cwmfelinfach
- Darran Valley
- Deri
- Fochriw
- Gelligaer
- Hengoed
- Llanbradach (community Llanbradach and Pwllypant)
- Machen
- Maesycwmmer
- Markham
- Nelson
- New Tredegar
- Newbridge
- Pen-twyn
- Pengam
- Penmaen